# Amphioplus laevis
Amphioplus laevis is een slangster uit de familie Amphiuridae.
De wetenschappelijke naam van de soort werd in 1874 gepubliceerd door Theodore Lyman.